# Filière batterie au Québec
La filière batterie au Québec regroupe l'ensemble des activités liées à la production, à la recherche et au développement de batteries électriques au Québec. Cette filière s'est développée en réponse à la demande croissante de batteries lithium-ion, principalement dans le contexte de la mobilité électrique et des énergies renouvelables. Le Québec dispose d'importantes réserves de lithium et de graphite, deux matières premières essentielles à la fabrication de batteries lithium-ion. La disponibilité de ces ressources naturelles a attiré des investissements et des projets industriels dans la province.
Selon les promoteurs du projet, l'investissement massif dans l'industrie des batteries au Québec promet de stimuler l'économie locale, de créer des emplois et de renforcer la position de la province en tant que leader dans le secteur émergent des véhicules électriques. Cependant, les critiques du projet soulèvent des inquiétudes concernant l'écoblanchiment, la transparence gouvernementale et l'allocation des ressources, mettant en doute la viabilité à long terme de ces initiatives et suscitant un débat sur les priorités économiques et environnementales du Québec.

## Historique
En 2019, une étude commandée par Propulsion Québec a souligné l'importance cruciale de positionner rapidement le Québec en tant que plaque tournante de la filière des batteries au lithium-ion destinées aux véhicules électriques, en raison de la demande croissante et de la nécessité de réduire l'empreinte carbone.
En 2021, Investissement Québec a précisé sa stratégie visant à investir massivement, avec des fonds publics et privés, entre 1 et 2 milliards de dollars sur deux à trois ans, pour renforcer l'expertise internationale à chaque étape de la chaîne de production de batteries.
Le Québec a établi des partenariats avec des entreprises internationales du secteur des batteries, ce qui a renforcé sa position en tant que fournisseur mondial de composants pour batteries.
Le 29 novembre 2023, Karim Zaghib est nommé Personnalité de l'année par le magazine d'information québécois l'Actualité pour sa contribution dans le développement de la filière québécoise de fabrication de batteries électriques.

### Annonces de financement massif en 2023
En 2023, le gouvernement du Québec a annoncé diverses mesures de soutien visant à encourager la recherche, le développement et la production de batteries sur le territoire.
En juin 2023, le gouvernement a accordé un prêt de 150 millions de dollars à Ultium CAM, une coentreprise entre General Motors (GM) et POSCO Future M, pour établir une usine de production de matériaux de cathodes à Bécancour.
En septembre de la même année, le gouvernement a accordé un prêt de 150 millions de dollars à Solutions énergétiques Volta Canada pour la construction d'une usine de fabrication de feuilles de cuivre destinées aux batteries de véhicules électriques à Granby.
Au même moment, le journal La Presse rapporte que l'entreprise suédoise Northvolt recevra près de 3 milliards des gouvernements fédéral canadien et québécois pour un projet de 7 milliards visant à implanter Northvolt Six, une méga-usine de cellules sur la Rive-Sud de Montréal. Il s’agit du plus important investissement privé annoncé au Québec.

### Déboires en 2024
Trois entreprises phare de la filière batterie au Québec ont connu d'importantes difficultés en 2024: Northvolt, Lion électrique et Moteurs Taïga,. Ces deux dernières, toutes deux québécoises, produisent respectivement, d'une part, des autobus et des camions électriques et, d'autre part, des motoneiges et des motomarines électriques.
Les deux premières entreprises se sont mises sous la protection de leurs créanciers,. De plus, les retards de construction s'accumulent à Northvolt Six. Finalement, Taïga, créée à Montréal, a été rachetée par un investisseur étranger.

## Critiques
En juin 2023, Québec solidaire adresse des critiques par rapport au développement projeté de la filière batterie à Bécancour. Le parti politique met notamment en cause la construction d'installation utilisant du gaz naturel polluant, le manque de transparence du gouvernement caquiste, la non-conformité du projet avec les objectifs environnementaux du Québec en matière de carboneutralité, l'absence d'exploration d'alternatives plus durables, et le coût élevé des subventions en rapport avec les bénéfices jugés incertains.
En septembre 2023, Laurent Ferreira, PDG de la Banque Nationale, a vivement critiqué les milliards de dollars de subventions accordées à la filière batterie au Canada, déplorant l'attrait des entreprises étrangères au détriment du soutien aux entreprises nationales. Il a souligné que ces subventions principalement profitent aux actionnaires étrangers, ne contribuant pas suffisamment à l'économie canadienne. En réponse, le ministre de l'Économie, de l'Innovation et de l'Énergie et le ministre responsable du Développement économique régional, Pierre Fitzgibbon, a défendu les subventions en affirmant leur importance pour le développement de la filière batterie au Québec, tout en plaidant pour une intervention gouvernementale ciblée dans le choix des secteurs justifiant de telles subventions. Il a également situé le gouvernement québécois entre les partisans du laissez-faire et ceux de l'interventionnisme, considérant l'intervention ciblée comme essentielle pour stimuler l'économie.
En septembre 2023 et en octobre 2023, l'appui donné par le gouvernement québécois à l'entreprise suédoise Northvolt suscite particulièrement la critique de rivaux politiques et de citoyens. Les partis politiques d'opposition remettent en question l'ampleur des subventions allouées, suggérant que l'argent devrait être consacré aux petites et moyennes entreprises locales. Certains leaders politiques, tels que Joël Arseneau du Parti québécois et Gabriel Nadeau-Dubois de Québec solidaire, doutent de la rentabilité du projet et mettent en avant les préoccupations liées à la pénurie de main-d'œuvre et à l'impact environnemental potentiel de l'usine. Dans la région, les citoyens expriment leurs inquiétudes concernant le bruit et la pollution que l'usine pourrait entraîner. En réaction à ces préoccupations, le ministre Champagne demande aux citoyens de laisser une chance au projet et souligne les engagements de l'entreprise suédoise envers l'environnement et les communautés locales.
Des acteurs écologistes soulignent aussi le caractère polluant des batteries et des voitures électriques. Parmi les voix particulièrement audibles, on note l'ingénieur Laurent Castaignède, qui associe le développement de la filière batterie à « une amplification du gaspillage des ressources » et à une « frénésie écoblanchissante » .